# Jonas Brothers: Koncert 3D
Jonas Brothers: Koncert 3D (ang. Jonas Brothers: The 3D Concert Experience, 2009) – amerykański film koncertowy zrealizowany przez Walt Disney Pictures i Jonas Films. Nagrywany w czasie trwania trasy koncertowej „Burning Up” zespołu Jonas Brothers.
W weekend otwierający emisję w Stanach Zjednoczonych widzowie wydali 12 510 374 dolarów amerykańskich.

## Opis fabuły
Film ukazuje życie trzech braci Jonas będący w trasie koncertowej. Sfilmowani zostali nie tylko podczas samego koncertu ale także ich przygotowania do niego oraz to co robią po koncercie.

## Premiery
| Kraj              | Data             |
| ----------------- | ---------------- |
| Stany Zjednoczone | 27 lutego 2009   |
| Kanada            | 27 lutego 2009   |
| Portoryko         | 27 lutego 2009   |
| Kuwejt            | 26 lutego 2009   |
| Peru              | 3 marca 2009     |
| Filipiny          | 4 marca 2009     |
| Chile             | 5 marca 2009     |
| Meksyk            | 6 marca 2009     |
| Kolumbia          | 6 marca 2009     |
| Panama            | 20 marca 2009    |
| Singapur          | 9 kwietnia 2009  |
| Wenezuela         | 17 kwietnia 2009 |
| Argentyna         | 23 kwietnia 2009 |
| Salwador          | 24 kwietnia 2009 |
| Islandia          | 24 kwietnia 2009 |
| Turcja            | 1 maja 2009      |
| Nowa Zelandia     | 7 maja 2009      |
| Brazylia          | 8 maja 2009      |
| Australia         | 14 maja 2009     |
| Wielka Brytania   | 29 maja 2009     |
| Hiszpania         | 5 czerwca 2009   |
| Japonia           | 6 czerwca 2009   |
| Indonezja         | 12 czerwca 2009  |
| Niemcy            | 22 sierpnia 2009 |
| Polska            | 19 września 2009 |

## Ścieżka dźwiękowa
Kilka dni wcześniej bo 24 lutego 2009 roku na sklepowe półki trafiła płyta z filmu. Oto piosenki, które się na niej znalazły:
| #   | Tytuł                                | Kompozytorzy                            | Czas |
| --- | ------------------------------------ | --------------------------------------- | ---- |
| 1.  | "That's Just the Way We Roll"        | Jonas Brothers, William McAuley         | 4:06 |
| 2.  | "Hold On"                            | Jonas Brothers                          | 2:47 |
| 3.  | "BB Good"                            | Jonas Brothers, John Taylor, Adam Cuomo | 4:15 |
| 4.  | "Video Girl"                         | Jonas Brothers                          | 3:03 |
| 5.  | "This Is Me" (gościnnie Demi Lovato) | Julie Brown, Paul Brown, Regina Hicks   | 3:23 |
| 6.  | "Hello Beautiful"                    | Jonas Brothers                          | 3:14 |
| 7.  | "Pushin' Me Away"                    | Jonas Brothers                          | 3:39 |
| 8.  | "I'm Gonna Getcha Good"              | Robert John "Mutt" Lange, Shania Twain  | 4:01 |
| 9.  | "S.O.S."                             | Nick Jonas                              | 2:32 |
| 10. | "Burnin' Up"                         | Jonas Brothers                          | 5:42 |
| 11. | "Tonight"                            | Jonas Brothers, Greg Garbowsky          | 3:30 |
| 12. | "Live to Party"                      | Jonas Brothers                          | 3:08 |
| 13. | "Love Is on Its Way"                 | Jonas Brothers, Kevin Jonas Sr.         | 3:44 |

## Nagrody
- Teen Choice Awards
  - 2009 nominacja: najlepsza ścieżka dźwiękowa − Jonas Brothers
  - 2009 nominacja: najlepszy film muzyczny/taneczny − Jonas Brothers

- Złote Maliny
  - 2010 nagroda: najgorsi aktorzy-za rolę w filmie Jonas Brothers: Koncert 3D

## Wersja polska
Opracowanie: Telewizja Polska Agencja Filmowa

Tekst: Artur Warski

Czytał: Piotr Borowiec